# Benno Hattesen
Benno Hattesen (* 22. September 1906 in Flensburg; † 30. Juni 1993 in Hannover)  war ein deutscher Schauspieler, Regisseur und Theaterintendant.

## Leben
Der promovierte Germanist Hattesen wurde in der Spielzeit 1947/48 als Oberspielleiter am Theater Bielefeld verpflichtet, dem er zu überregionaler Bekanntheit verhalf. 1959 trat er eine Stelle als Intendant des Flensburger Stadttheaters an, wo er bereits 1949 mit Shakespeares Was ihr wollt die erste Inszenierung der Nachkriegszeit vorgenommen hatte. Trotz künstlerischen Erfolges gelang Hattesen keine langfristige finanzielle Sicherung, sodass die Bühne 1974 mit den Theatern in Rendsburg und Schleswig zum Schleswig-Holsteinischen Landestheater zusammengefasst wurde. Damit endete auch Hattesens fünfzehnjährige Intendanz. Später war er unter anderem am St.-Pauli-Theater Hamburg tätig, wo er 1982 eine Adaption von Wilfried Wroosts Schwank Die Kartenlegerin mit Heidi Kabel in der Titelrolle inszenierte, von der auch eine Aufzeichnung im Fernsehen ausgestrahlt wurde.
Gelegentlich trat Hattesen auch in Fernsehproduktionen auf wie in der Hans-Fallada-Verfilmung Bauern, Bonzen und Bomben sowie die Mehrteiler Wilder Westen inclusive und Der große Bellheim unter der Regie von Dieter Wedel. Daneben absolvierte er Gastauftritte in Serien wie SOKO 5113. 1989 übernahm er für einige Folgen die Rolle des „Prof. Schnittker“ in der ZDF-Serie Der Landarzt.

## Filmografie (Auswahl)
- 1973: Bauern, Bonzen und Bomben
- 1974: Tod eines Mannequins
- 1975: Kommissariat 9 – Zum halben Preis (Fernsehserie)
- 1980: Hollywood, ich komme
- 1982: Die Kartenlegerin
- 1984: Michael Kramer
- 1988: Wilder Westen inclusive
- 1989: Der Landarzt
- 1993: Der große Bellheim

## Theater (Regisseur)
- 1941: Benito Mussolini/Giovacchino Forzano: Cavour (Städtische Theater Chemnitz – Schauspielhaus)

## Hörspiele
- 1981: Wer ermordete Leandra Bevensen? – Regie: Rainer Clute